# Richard Wilson (piłkarz)
Richard Wilson (ur. 8 maja 1956 w Nelson w Nowej Zelandii) – nowozelandzki piłkarz, reprezentant kraju grający na pozycji bramkarza. Był w kadrze na Mistrzostwach Świata 1982 w Hiszpanii.

## Kariera piłkarska
Przygodę z futbolem rozpoczął w 1979 roku w klubie Nelson United. W 1980 roku miał krótki epizod w Canberra City. W 1981 roku przeszedł do Preston Lions. Do dwóch latach przerwy powrócił do Preston Lions. W 1985 roku zakończył karierę piłkarską. W 1996 roku ponownie powrócił na boiska w klubie Avon, jednak w tym samym roku zakończył karierę piłkarską.

## Kariera reprezentacyjna
Karierę reprezentacyjną rozpoczął w 1979 roku. W 1982 roku został powołany przez trenera Johna Adsheada na Mistrzostwa Świata 1982, gdzie reprezentacja Nowej Zelandii odpadła w fazie grupowej. Karierę zakończył w 1984 roku. W sumie w reprezentacji zagrał dwadzieścia sześć spotkań.